# Gradi coloniali italiani
Questa pagina contiene i gradi del personale amministrativo e militare appartenente alle colonie italiane, dal 1911 al 1945.
| Ufficiali generali                |                                   |                                    |                           |  |  |
|                                   |                                   |                                    |                           |  |  |
|                                   |                                   |                                    |                           |  |  |
| Governatore di colonia            | Segretario Generale di colonia    | Direttore di colonia di I classe   |                           |  |  |
|                                   |                                   |                                    |                           |  |  |
| Ufficiali superiori               |                                   |                                    |                           |  |  |
|                                   |                                   |                                    |                           |  |  |
|                                   |                                   |                                    |                           |  |  |
| Direttore di colonia di II classe | Commissario regionale di I classe | Commissario regionale di II classe |                           |  |  |
|                                   |                                   |                                    |                           |  |  |
| Ufficiali inferiori               |                                   |                                    |                           |  |  |
|                                   |                                   |                                    |                           |  |  |
|                                   |                                   |                                    |                           |  |  |
| Primo segretario coloniale        | Segretario coloniale              | Vicesegretario coloniale           |                           |  |  |
|                                   |                                   |                                    |                           |  |  |
| Personale traduttore              |                                   |                                    |                           |  |  |
|                                   |                                   |                                    |                           |  |  |
|                                   |                                   |                                    |                           |  |  |
| Personale ausiliario              | Interprete traduttore             | Interprete orale                   | Interprete orale aggiunto |  |  |
|                                   |                                   |                                    |                           |  |  |

## Truppe coloniali indigene
Per quanto compresi all'interno delle forze del Regio Esercito, le truppe coloniali indigene godevano di appositi gradi che non superavano il rango di sottufficiale.

### Sottufficiali e truppa
| Avambraccio |                 |            |                 |            |        |        | insegna non prevista |
| Grado       | Sciumbasci capo | Sciumbasci | Bulucbasci capo | Bulucbasci | Muntaz | Uachil | Àscari               |